# Mariage par enlèvement
Pour les articles homonymes, voir Enlèvement (homonymie).

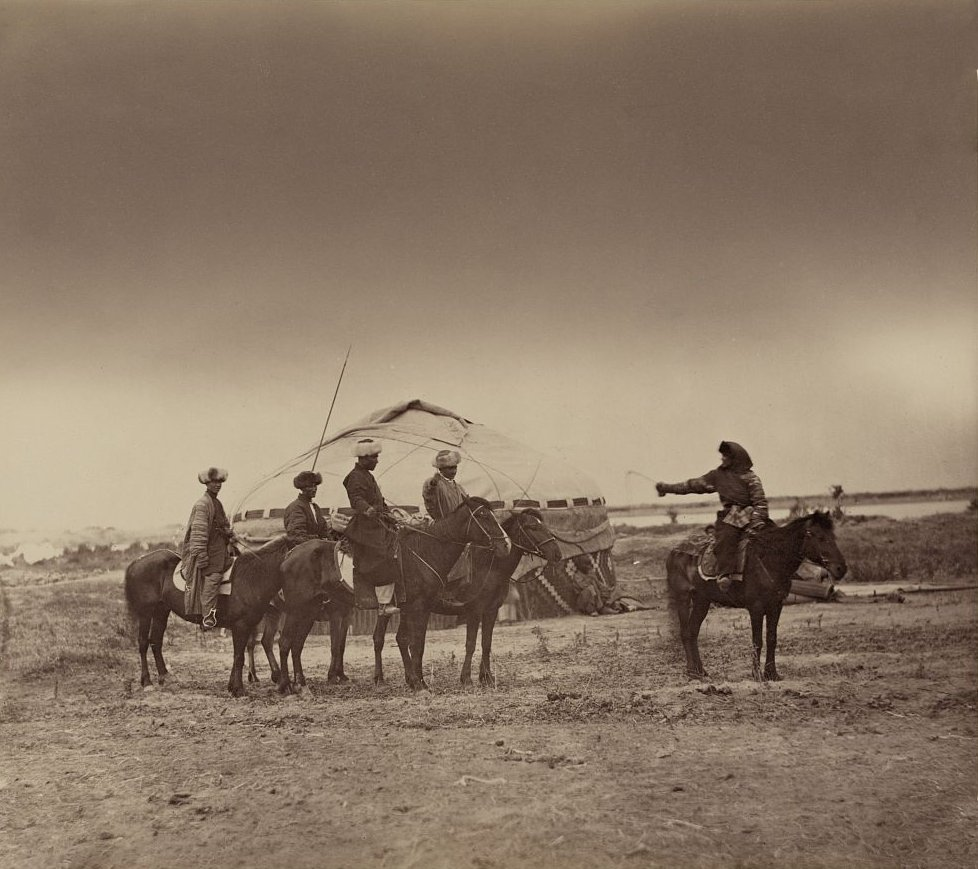
L'image montre une femme et 4 hommes à cheval face à une tente nomade. La femme tient un fouet et regarde en arrière. Cela est peut être un exemple de tradition de "capture" pour un mariage.

Le mariage par enlèvement est une forme de mariage forcé dans lequel la future conjointe est enlevée de force à sa famille. Cette coutume a lieu dans certains pays d'Asie, dans la région du Caucase ainsi que dans certaines parties de l'Afrique. Cette pratique diffère de l'élopement, où les deux parties sont consentantes.
Paradoxalement, cette forme d'enlèvement de femmes est parfois symbolique, et atteste au contraire de la liberté individuelle des femmes. Ainsi, chez les Bwas, un peuple vivant entre le Burkina Faso et le Mali, la femme s'échappe parfois du domicile conjugal pour se réfugier dans une famille alliée, qui fait semblant de la séquestrer pendant un mois tandis qu'elle feint de tenter de s'évader.
Dans bien des pays méditerranéens le mariage par enlèvement dissimulait un accord tacite des deux familles qui évitaient ainsi la dépense importante entraînée par des noces officielles et publiques.

## Sociétés occidentales au Haut Moyen-Âge
En Occident, la pratique du mariage par rapt a été importante à la fin de l'Antiquité tardive et au haut Moyen Âge. On trouve son évocation notamment dans les sources normatives et dans les sources narratives. Grégoire de Tours nous informe particulièrement sur cette pratique à l'époque mérovingienne.
Cette pratique est souvent utilisée par les ravisseurs pour obtenir des unions qui leur ont été refusées ou afin d'obtenir du prestige social et augmenter leurs biens. La rapt est une stratégie matrimoniale. La place des sentiments est inexistante ou secondaire. Le rapt est souvent dénoncé par les autorités séculières car elle transgresse l'autorité sacrée des pères et le consentement de la famille. Les mesures sont néanmoins plus ou moins sévères ou souples selon les siècles et les régimes.
Le positionnement de l'Église vis-à-vis du rapt a évolué au cours de cette période. À la fin de l'Antiquité tardive, elle s'intéresse essentiellement aux rapts des moniales puis également à celui des veuves ayant pris le voile. Les ecclésiastiques doivent faire face aux attaques de monastère par des ravisseurs. C'est à partir des Carolingiens que l'Église va s'intéresser aux rapts de l'ensemble des femmes et va développer une législation visant à réprimer sa pratique. La législation se fait plus dure et est liée à la législation civile. La pénitence et l'excommunication sont des mesures souvent prônées. L'évolution de la réflexion des ecclésiastiques sur le rapt est indissociable de celle sur le mariage. Cette institution prend un sens nouveau. Elle est considérée comme la base de la société et la stabilité de l'union permettrait la paix et l'ordre public. Cet esprit est également celui des Carolingiens qui conçoivent le mariage comme une institution sacrée.

## Mention biblique
Dans le livre des Juges, l'on présente le rapt des filles de Silo : « Allez vous mettre en embuscade dans les vignes. Vous guetterez et, lorsque les filles de Silo sortiront pour danser en chœurs, vous sortirez des vignes, vous enlèverez pour vous chacun une femme parmi les filles de Silo et vous vous en irez au pays de Benjamin » (Juges 21:22).

## Asie

### Kirghizistan
Au Kirghizistan, selon l'Organisation des Nations unies, 12 000 femmes sont enlevées chaque année pour être mariées de force ; cette pratique porte le nom d'ala kachuu (« prends et cours »). Malgré le durcissement de la législation en 2012, la peine pouvant aller jusqu'à 10 ans d'emprisonnement, cette pratique perdure et concerne encore de 20 à 55 % des femmes kirghizes.

### Inde
Dans la région du Bihar ce sont les jeunes hommes qui se font enlever par la famille de la mariée afin d'éviter de payer une dot. Cette pratique est appelée Pakaruah shaadi. Les victimes sont souvent violentées par la famille afin d'accepter l'union. En conséquence les hommes non mariés rasent les murs quand ils doivent sortir, les plus riches font appel à des sociétés de sécurité privées. On estime à 300 le nombre d'enlèvements de jeunes hommes par an,,.

## Caucase
Il s'agit d'une tradition dans les républiques russes du Daghestan, de Tchétchénie et d'Ingouchie. Les jeunes femmes non mariées, ne pouvant pas passer la nuit dans un autre foyer que celui de ses parents ou de sa famille, acceptent malgré elles de se marier avec l'auteur de leur enlèvement. La loi russe condamne à huit ans de prison minimum l'auteur d'un enlèvement et à une amende qui peut aller jusqu'à un million de roubles.  
Des faits de même nature se produisent dans les républiques voisines d'Ossétie du Nord et de Kabardino-Balkarie mais sont socialement différents.
Ils permettent dans la majorité des cas d'empêcher les parents d'un des deux futurs mariés de contester le mariage ou alors simplement d'officialiser une relation et donc un futur mariage. L'enlèvement est prévu par le couple et leurs amis proches.

## Dans la culture populaire
- Dans la comédie La Place Royale ou l'Amoureux extravagant de Corneille (1634), un mariage par enlèvement est par erreur conclu entre Cléandre et Philis.
- Dans le roman Le Rapt (1962), l'alpiniste et écrivain Roger Frison-Roche décrit la tradition, en Laponie, où l'homme enlève à sa tribu la femme qu'il aime.
- Dans le film Borat : Leçons culturelles sur l'Amérique au profit glorieuse nation Kazakhstan, Sacha Baron Cohen, dans le rôle d'un journaliste kazakh qui découvre les États-Unis, confectionne un « sac de mariage » pour enlever Pamela Anderson et l'épouser.